# 时事直通车
时事直通车（英語：Phoenix Evening Express，2017年2月5日及之前为 Asian Journal）是香港凤凰卫视制作的新闻节目，也是凤凰卫视的第一个正规新闻节目。现时在香港时间每日晚间21:00于凤凰卫视中文台、资讯台、香港台、美洲台、欧洲台及澳洲版播出。节目的开场口号是“...，欢迎搭乘《时事直通车》，凤凰卫视中文台、资讯台、香港台、欧洲台、美洲台为您环球报道，我是XX（主持人）”。 
《時事直通車》一直是鳳凰衛視在晚間黃金時間播出的王牌新聞節目，使用新聞場中心演播室制作，並一般只會由資深主播負責；2022年1月1日鳳凰衛視全面改版升級後，採用一女一男雙主播制（春節除外），並啟用較為年輕的主播；播出時間為周一至周日每晚9點至10點，不再有週末及春節版本，節目時長統一為60分鐘。
节目於1998到2000年由诺基亚赞助播出；2002年由招商银行赞助播出；2003到2004年由红塔集团赞助播出；2006到2014年由徐工集团独家赞助；2016年獲得魯西集團獨家贊助，2017年4月至12月獲得萬達集團獨家贊助，2022年8月26日起由五粮液冠名赞助。2014年至2016年網上版本則由志高空調贊助。

## 播出时间
凤凰卫视中文台、资讯台、香港台、美洲台、欧洲台及澳洲版、日本版：香港时间21:00（美国西岸时间5:00、格林尼治时间13:00、悉尼时间23:00、日本时间22:00，在执行夏时制期间会在原来时间的基础上拨快1小时）。周一至周五为60分钟，周末为40分钟，而春節期間則劃一減至35分鐘（含廣告）。
時事直通車常任主編：鐘仁傑、吳涵宇、賈曉培、余鎵馳。
節目完結時會打出協作媒體、製作人、主編、助理主編、美洲製作人、上海製作人、北京製作人、深圳製作人、香港製作人、圖像設計、攝影棚、錄製及廠務、網絡工程、新聞剪接、助導、導播、值班編審、運行總監、製作經理、製作總監、監製、執行總監製、總監製。
2017年1月1日起，《时事直通车》會於凤凰卫视香港台（北美版則播出鳳凰晚間新聞）每晚23:00重播原版，01:00以普通話原聲作出即日經刪剪廣告重新錄制的版本，而該版本的开场口号为“...，欢迎搭乘《时事直通车》，凤凰卫视中文台、资讯台、香港台、欧洲台、美洲台，XX为您环球报道”（大部分情況會直接以此口號作直播）。
2024年4月22日起，香港台於21:00-22:00同步播出《時事直通車》時，全面附上繁體中文字幕。

### 特别改动
- 每年凤凰卫视中文台、美洲台、欧洲台及澳洲版因直播《中华小姐环球大赛》总决赛，当日的《时事直通车》均會順延至直播完畢後才錄播，但资讯台則會如常直播。2013年10月26日，资讯台播出的《时事直通车》开场口号随之改为“各位好，欢迎搭乘《时事直通车》，任韧为您环球报道”；而凤凰卫视其它频道播出的《时事直通车》，则是以口号“各位好，欢迎搭乘《时事直通车》，凤凰卫视中文台、资讯台、欧洲台、美洲台，任韧为您环球报道”重新录制的版本。[4]

## 历史
凤凰卫视开播之初，播出的节目除自办节目《相聚凤凰台》外，其余均为综艺节目。而凤凰卫视的前身卫星电视中文台的办台宗旨是“娱乐娱乐再娱乐”，不过刘长乐认为，娱乐只会“至死”，所以凤凰卫视要靠新闻立台，但此举遭到新闻集团的反对:74-75。
1997年初，凤凰卫视开始筹备新闻节目，并要求凤凰卫视的新闻节目要与央视完全不一样，节目名字也要由香港人命名。当时，负责节目包装的程国华将节目命名为《时事直通车》:75。1997年3月31日，《时事直通车》正式开播。当时主持人只有二人（即吴小莉和窦文涛），采访人员只有五人。在开播的第一个星期，《时事直通车》推出了两个专题报道，一个是《邓小平和香港》，另一个是专访《南京条约》签约地:78-80。

## 财经报道
财经报道及财经消息，是卫视中文台、凤凰卫视于1991年起制作播出的新闻电视节目。1991年至1998年期间为独立节目，1998年起为《时事直通车》的附属环节。1991年至1996年3月31日期间为卫视中文台播出的节目，1996年起改在凤凰卫视中文台播出，2001年之后又随时事直通车的调整，在凤凰卫视资讯台、欧洲台、美洲台同步播出。凤凰卫视后又在1998年将原来的《财经报道》节目（早于1991年在卫视中文台开播，是其中唯一非娱乐节目）并入《时事直通车》，成为其中一个环节。该节目目前作为《时事直通车》的其中环节，一般情况下在香港时间每周一至周五播出。
如果将《财经消息》与以前的《财经报道》节目存在的时间一并计算，那么该节目就是所有自卫视中文台开播的节目中最长寿的节目，是从卫视中文台转移至凤凰卫视的节目中唯一一个仍在播出的节目，也是凤凰卫视中文台目前极少数自频道开播起就播出至今的节目。

## 主要环节[6]
- 头条新闻（2007-2008由三角轮胎赞助，2009到2019年4月10日由五粮液贊助，后五粮液又开始赞助至2022年8月7日）
- 国际专列（於2017年由碧桂园赞助，2016年由恆大贊助，於2002到2015年由三一重工冠名，2000-2001年由五粮液集团赞助）
- 时事点评（2017年4月-2018由魯南制藥贊助，2016年至2017年3月期間由國美酒業集團贊助，2015年及之前由美的集团冠名為 美的‧時事點評）
- 海峡两岸（原名两岸瞭望，2003年由中国移动赞助，2007年由民生信用卡赞助，2009由深圳能源赞助，2010-2011由雪花啤酒冠名，2013年由山东临工赞助，2014年由晟通集团赞助）
- 港澳聚焦（原名香港聚焦，2000-2001年由五粮液集团赞助，2002到2014年由三一重工冠名）
- 财经消息（原名财经报道、财经速递，於2015年由口子窖冠名，2014年由招商银行赞助，2011年则由中兴手机赞助，於2008年到2010年由民生银行冠名，2003年由长城葡萄酒赞助，但仅限周一至周五播出）
- 社会掠影（於2002年由纳爱斯赞助，2008年由深圳能源赞助，2009-2013由蒙牛赞助，2014年则由西安曲江新区冠名）
- 体育追踪（原名体坛快讯、体育时空、体育聚焦，2010-2013年由红牛赞助，2013之后停播，于2022年1月复播并更换为现名）
- 凤凰气象站（主持版本仅于中文台及资讯台播出，无主持版本仅于香港台播出）

注：“海峡两岸”板块中连线台北记者站环节因凤凰卫视驻台北记者站于2022年5月16日遣散全部员工被迫关闭，在同年4月29日节目最后一次播出后取消，报导在台湾当地新闻取消署名（原台北站部分记者2022年至2023年为居家办公，2023年租用东森电视崇圣大楼为演播室）。

### 已经停播或撤销的环节
- 科技报道（於2002年由纳爱斯赞助，2003年由中国移动赞助，2008-2009由招商银行赞助，2010年由中兴手机赞助，2011年重新由招商银行赞助，2013年由慕思赞助，2014年7月1日开始由汉能控股冠名，目前停播）

另外自2014年开始，节目开头会播报重要新闻，内容通常为中国党和国家领导人的活动。

## 主播

### 常任主播
- 李科夫
- 李亚蒨
- 楊舒
- 姜聲揚
- 田桐
- 任韧（前常任主播、现《凤凰聚焦》常任主持）

### 代班主播
- 王峰（《凤凰早班车》、《凤凰午间专列》常任主播）
- 饶祥以（《凤凰早班车》、《凤凰午间专列》常任主播）
- 安东（《凤凰正点播报》、《凤凰焦点新闻》常任主播）
- 黄橙子（《凤凰早班车》、《凤凰午间专列》常任主播）
- 全荃
- 郭洋子（《凤凰早班车》、《凤凰午间专列》常任主播）

### 前任主播
- 吴小莉（早期经常多次出现，现偶尔出现）
- 谢亚芳
- 简福疆
- 卢琛
- 萨文
- 窦文涛（早期主持人）
- 董嘉耀
- 陳曉楠（2007年11月9日單日代班）
- 楊娟（2012年3月9日單日代班）
- 胡一虎（2015年2月4日單日代班）